# Lívia Vašáková
Lívia Vašáková (rozená Zemanovičová, * 1977, Bratislava) je slovenská politička, ekonomka a manažerka, od května do října 2023 místopředsedkyně vlády Ľudovíta Ódora pro plán obnovy
a eurofondy.

## Život
Absolvovala bratislavské Gymnázium Metodova. V letech 1997 až 2002 absolvovala Fakultu podnikového managementu Ekonomické univerzity v Bratislavě a v roce 2018 absolvovala doktorandské studium managementu na Fakultě managementu Univerzity Komenského v Bratislavě.
V letech 2000 až 2004 působila v organizaci INEKO, kde se věnovala projektům v oblasti správy společností a mezinárodní spolupráce. V letech 2003 až 2004 působila jako politická poradkyně Evropské lidové strany, následně v letech 2005 až 2013 pracovala jako ekonomická analytička na generálním ředitelství Evropské komise pro energetiku, potom v letech 2013 až 2020 zastávala pozici ekonomické poradkyně na Zastoupení Evropské komise na Slovensku.
V letech 2020 až 2023 působila ve slovenské státní správě jako generální ředitelka sekce plánu obnovy na Úřadu vlády SR.
V květnu 2023 se stala místopředsedkyní úřednické vlády Ľudovíta Ódora pro plán obnovy
a eurofondy. Tou byla až do října téhož roku.